# El Juicio Final (Capilla Sixtina)
El Juicio Final o El Juicio Universal es el mural realizado al fresco por Miguel Ángel para decorar el ábside de la Capilla Sixtina (Ciudad del Vaticano, Roma). Miguel Ángel empezó a pintarlo en 1536, casi 25 años después de acabar de pintar la bóveda de la capilla, y lo concluyó en 1541.

## Antecedentes
Desde la construcción de la Capilla Sixtina hasta 1536, la pared del altar donde ahora está el Juicio Final contenía otros murales de la serie de las historias de Moisés y de Jesúsː estaban la Asunción, la Natividad de Cristo y el Descubrimiento de Moisés.
Más arriba se encontraban los tres primeros papas, donde estaba Simón Pedro. Miguel Ángel tuvo que sacrificar estos frescos de Perugino de la zona del altar para pintar su obra, lo que le valió numerosas críticas.
Anteriormente, Clemente VII le pidió que pintara La caída de los ángeles rebeldes, pero, tras su muerte, su sucesor Paulo III le encargó que pintara la escena del Juicio Final. 

## Descripción, tema y personajes
El Juicio Final es un enorme conjunto pictórico al fresco de género religioso, cuyo tema es el Juicio Final, extraído de la Apocalipsis según San Juan.

### Personajes
- Cristo. Es el centro de la obra. Con un enérgico y aterrador movimiento separa a los justos de los pecadores. Tiene marcadas las manos y los pies como evidencia de los clavos que le fueron puestos durante la crucifixión, y una herida en el pecho producto de haber sido atravesado por la lanza de un soldado romano. Es uno de los pocos Cristos que se han pintado con una expresión de enojo e ira.
- María. Junto a Cristo está María. Temerosa, se esconde junto a su hijo asustada por el movimiento violento que hace. Detrás de ellos hay un destello de luz, así que reciben todo el enfoque, además porque se encuentran en el centro.

Alrededor a ellos están varios santos, representados sin perspectiva alguna, rodeándolos por todas partes. Algunos parecen estar asustados por la acción que acaba de hacer Cristo, y otros están inquietos. Para reconocerlos, Miguel Ángel los pintó con sus característicos complementos o con los objetos con los que fueron mártires.
- San Pedro. Tiene en las manos las llaves del Reino.
- San Pablo. Se le reconoce por la barba gris y su aspecto ceñudo.
- San Andrés. Sostiene una cruz en forma de "X", símbolo de su martirio.
- San Bartolomé. Tiene una piel en la mano, ya que este mártir fue despellejado. Según la tradición, se dice que Miguel Ángel pintó su cara en la piel despellejada del mártir como signo de que él creía no merecer el Cielo, pues estaba atormentado.
- Santa Catalina. Usa la rueda de púas de su martirio para evitar el paso a los pecadores que intentan llegar al Cielo.
- San Sebastián. Tiene sostenidas las flechas de su martirio.
- San Lorenzo. Sostiene la parrilla de su martirio.
- San Blas. Sostiene los dos rastrillos de carda de su martirio.

### Ángeles
Debajo de este grupo central de Cristo Rey, María y los Santos, se encuentra un grupo de ángeles con sus trompetas. Según el Apocalipsis, se supone que eran siete trompetas, aunque aquí parece haber ocho. Otros dos ángeles sostienen el Libro de la Vida y el Libro de la Muerte, donde están los nombres de los salvados y los condenados, respectivamente.

### Multitudes laterales
Volviendo al grupo central, estos a su vez están rodeados de una gran multitud, donde se encuentra gente común. Muchos están en un ambiente de relativo pánico, no saben qué hacer. Entre el tumulto, muchos están encontrando a sus familiares y amigos, y están realmente felices, algunos llegan a conmoverse, lo que se refleja en las lágrimas.

### Parte inferior

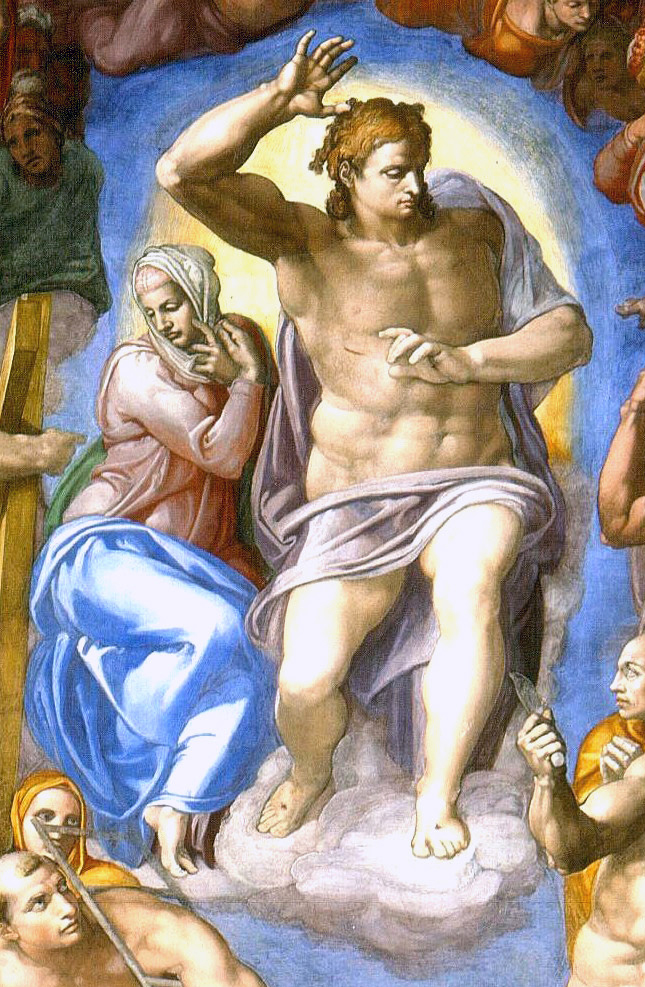
Detalle de Cristo y María.

En la mitad inferior del fresco, las multitudes se dividen en dos: los que están ascendiendo al Cielo, que se encuentran al lado izquierdo, y los que descienden a las tinieblas, al lado derecho.
Las personas que ascienden son las que estaban en la Tierra en el momento en que Cristo llama a todas las personas. Muchos están resucitando y son representados como cadáveres. Algunos ángeles ayudan a subirlos al Cielo, y más adelante, las mismas personas ayudan a otras a que asciendan. En la Tierra hay algunos demonios escondidos en cuevas. Algunos de ellos intentan evitar que las personas asciendan al Cielo.

### Infierno y tinieblas
Del lado derecho están los condenados, que están siendo arrojados por ángeles y algunas personas a las Tinieblas. Muchos caen y parecen realmente estar muy desesperados. Varios son obligados a subir a la barca de Caronte con la más espantosa de las violencias. Caronte es uno de los monstruos más horribles en el cuadro. De la barca, los condenados son tirados por algunos demonios a las Tinieblas.
Ahí está Minos, cuyos genitales son mordidos por una serpiente, y según la historia, tiene la cara y las facciones de uno de los sacerdotes que criticó al fresco cuando Miguel Ángel lo mostró. Los ríos de fuego y azufre les esperan.

### Lunetas superiores
Además, hay dos lunetas en la parte superior del fresco ajenas a la situación que se vive. En la luneta izquierda, algunos ángeles llevan la cruz de Cristo, la corona de espinas y los clavos de la Pasión. En la luneta derecha, otros ángeles portan la columna de la flagelación de Cristo.

## Estilo
Como todas las obras de Miguel Ángel, sus personajes manifiestan la típica terribilitá o fuerza sobrehumana, muy visible en la figura de Cristo. Los numerosos desnudos de descomunal tamaño permiten apreciar su preferencia por el Canon hercúleo, con una musculatura muy desarrollada, superior a la de las figuras de la bóveda.
- La composición es un remolino caótico que acentúa la angustia y el fatalismo de la escena. Las figuras se amontonan en un torbellino, todas en primer plano, sin perspectivas ni paisajes, y todas ellas retorcidas y desequilibradas, buscan posturas inestables y forzadas, enriqueciendo el contrapposto clásico.
- Sus colores se oponen drásticamente a la armonía cromática del clasicismo renacentista, son muy vivos y contrastados (ácidos), y el acabado busca intensos contrastes de luz y sombra.

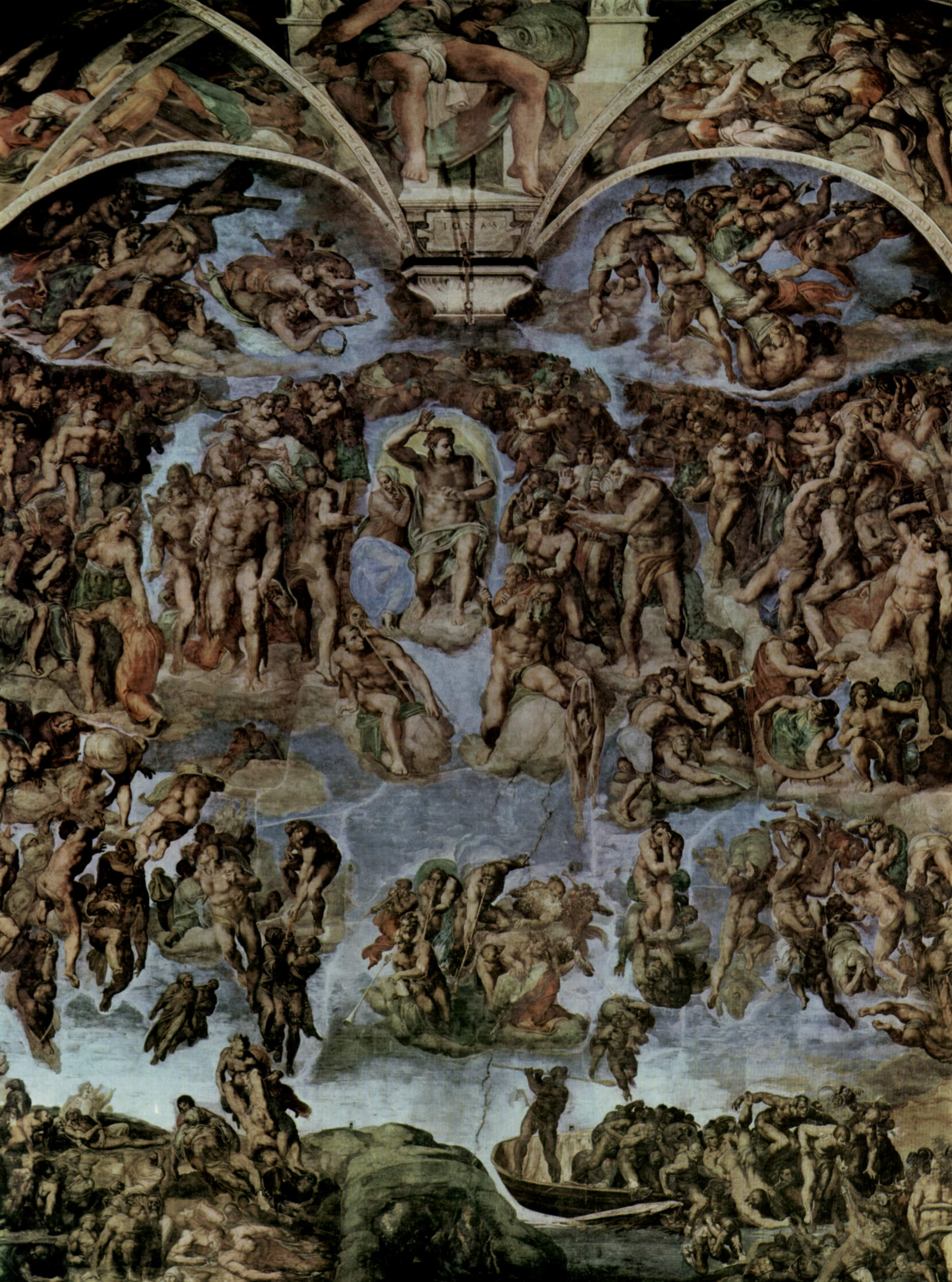
El Juicio Final antes de la restauración.

## Restauración
La limpieza de los frescos de Miguel Ángel se inició en 1980 y finalizó en 1999. Antes de esto, de 1710 a 1714, el fresco recibió una capa de cola, la cual se creía que fijaría los colores y evitaría su descomposición, pero finalmente terminó por adherir al muro todo el polvo y humo que había en la atmósfera de la Capilla. Además de que la cola se oscurece con el tiempo, terminó por darle a la pintura un aspecto oscuro.
Mucha gente pensaba que la obra de Miguel Ángel era así de oscura y opaca, cosa que se desmintió después de su reciente restauración. La solución consistió en la aplicación de bicarbonato de amonio y de sodio, desogen y carboximeticelulosa, entre otros productos químicos.
Se recuperaron así unos colores vivos y claros. Algunos críticos[¿quién?] piensan que la restauración no recuperó el color original, sino que aclaró las capas de pinturas, y que el color que se ve ahora es más claro que el que pintó Miguel Ángel.

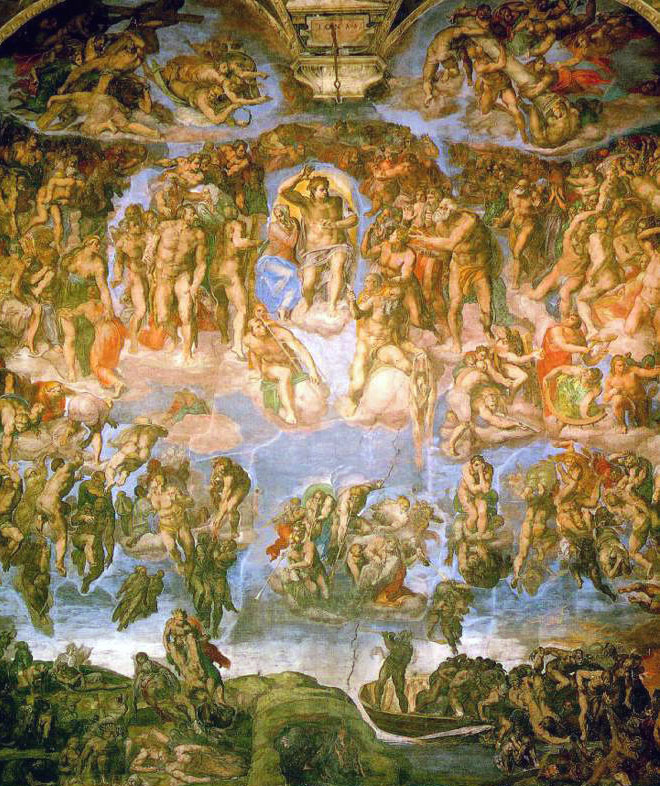
El Juicio Final durante la restauración.

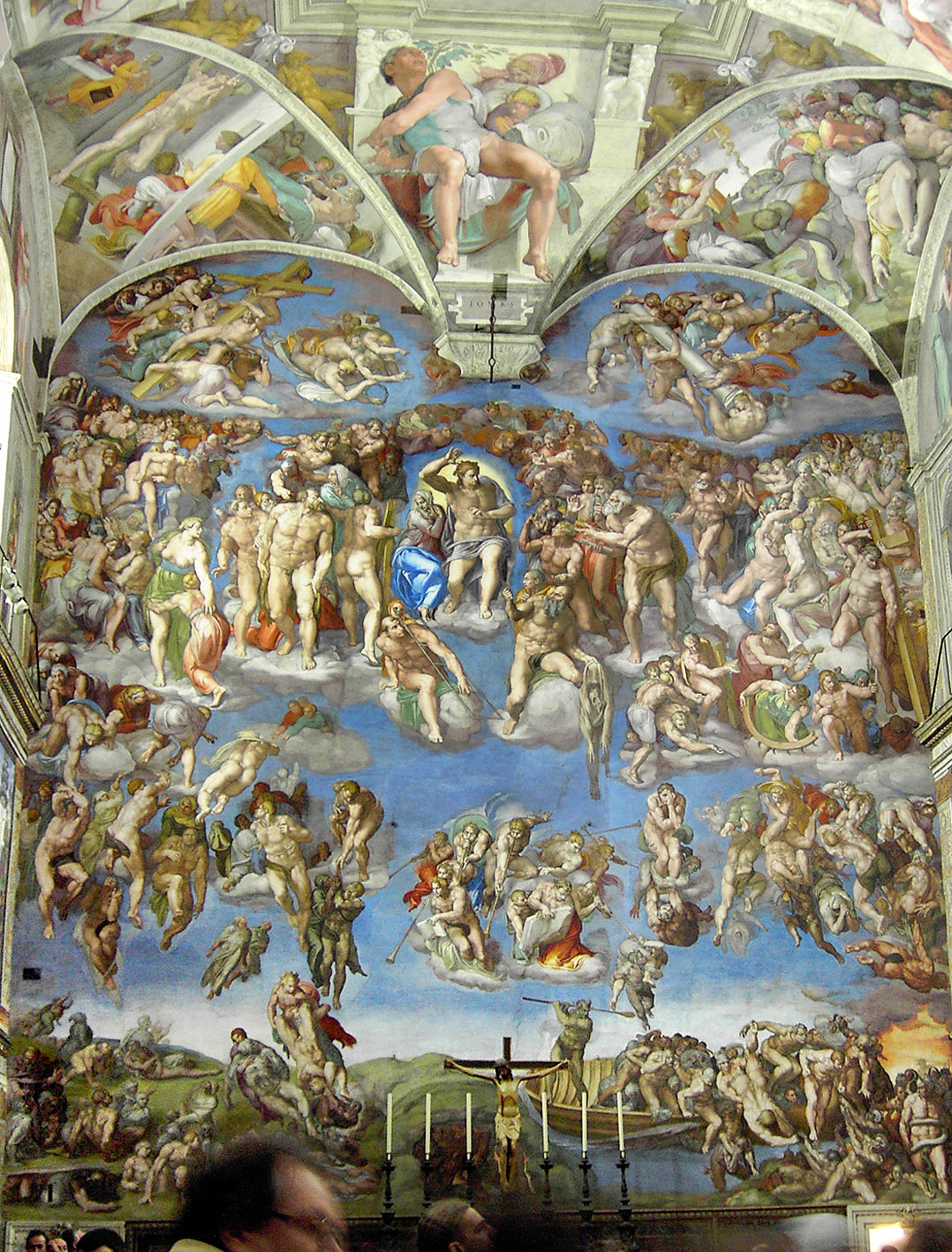
El Juicio Final después de la restauración.

Miguel Ángel utilizó muchas técnicas cromáticas, aunque también fue característica su virtud por el claro-oscuro.

## Historia
En 1535, el papa Paulo III encargó a Miguel Ángel el más grande fresco jamás pintado, que trataría sobre el Juicio Final y que se ubicaría en la pared del altar de la Capilla Sixtina. El tema estaba relacionado con lo que había sucedido en la Iglesia en los años precedentes: la Reforma Protestante y el saqueo de Roma. Por eso se intentaba representar a la humanidad haciendo frente a su salvación.
Una vez terminada en 1541, la pintura provocó el escándalo y las críticas más violentas, pues se consideraba vergonzoso que en tan sagrado lugar se hubiesen representado tantas figuras desnudas, especialmente algunas parejas cuyas posturas podían parecer comprometidas. Según algunos obispos, el fresco no correspondía a un recinto tan sagrado como la Capilla, sino a una taberna.
Se acusó a Miguel Ángel de herejía y se intentó destruir el fresco. Aunque el papa Julio III era tolerante y no se preocupó de los desnudos, a su muerte se decidiría la «corrección» del fresco colocando paños de pureza a todos sus personajes.
La persona que se ocupó de esta labor, por orden de Pío V, fue Daniele da Volterra, discípulo de Miguel Ángel, a quien por este trabajo se le dio el sobrenombre de «Braghettone» (Pintacalzones); Daniele murió dos años después de iniciar el trabajo, sin haberlo terminado.
Más adelante, en 1570, cuando Miguel Ángel ya había fallecido, El Greco propuso repintar el Juicio Final pero esta vez, acorde a las ideas de la Contrarreforma. Pero para ese entonces, el fresco del Juicio Final ya era tan aceptado entre los religiosos que El Greco tuvo que abandonar Roma por decir tal locura.
La influencia del Juicio Final en otros artistas europeos posteriores fue enorme. Su visita era obligada para los que podían costearse el viaje a Roma, y se difundió mediante grabados gracias a artistas como Giorgio Ghisi y Martino Rota.

## Escándalo por los desnudos
Como ya se ha dicho, el hecho de que un número tan elevado de personajes apareciesen totalmente desnudos en un recinto para el culto escandalizó a los responsables de la Iglesia en Roma. Uno de los que más expusieron la indecencia de la pintura fue el maestro de ceremonias Biaggio de Cesena.
Se comenta que Miguel Ángel se enojó enormemente, no solo por alterar la escena inicial, sino también por la imposibilidad de recuperarla a su estado original, dado que las ropas que cubren los cuerpos están pintadas utilizando la técnica del óleo, mientras que toda la pared lo está al fresco.
Pero Biaggio de Cesena tuvo su castigo: En la parte inferior derecha de la escena, a la entrada de los infiernos, Miguel Ángel representó a Minos, el rey del Infierno, desnudo, con orejas de burro, una serpiente enroscada a su cuerpo y con los rasgos faciales de Biaggio de Cesana. 
Dicen que el prelado acudió lloroso al papa Paulo III para pedirle que ordenase a Miguel Ángel que lo retirara del mural, y que este, con un gran sentido del humor, le respondió lo siguiente:
"Querido hijo mío, si el pintor te hubiese puesto en el purgatorio, podría sacarte, pues hasta allí llega mi poder; pero estás en el infierno y me es imposible."
Además, el Juicio Final está sobre el altar de la capilla, y cuando el sacerdote, en la celebración de la liturgia, dirige la mirada hacia el crucifijo que está situado en el mismo, tiene que dirigir inevitablemente la mirada hacia un punto del mural: la puerta que da acceso al Infierno.